# Focaccia

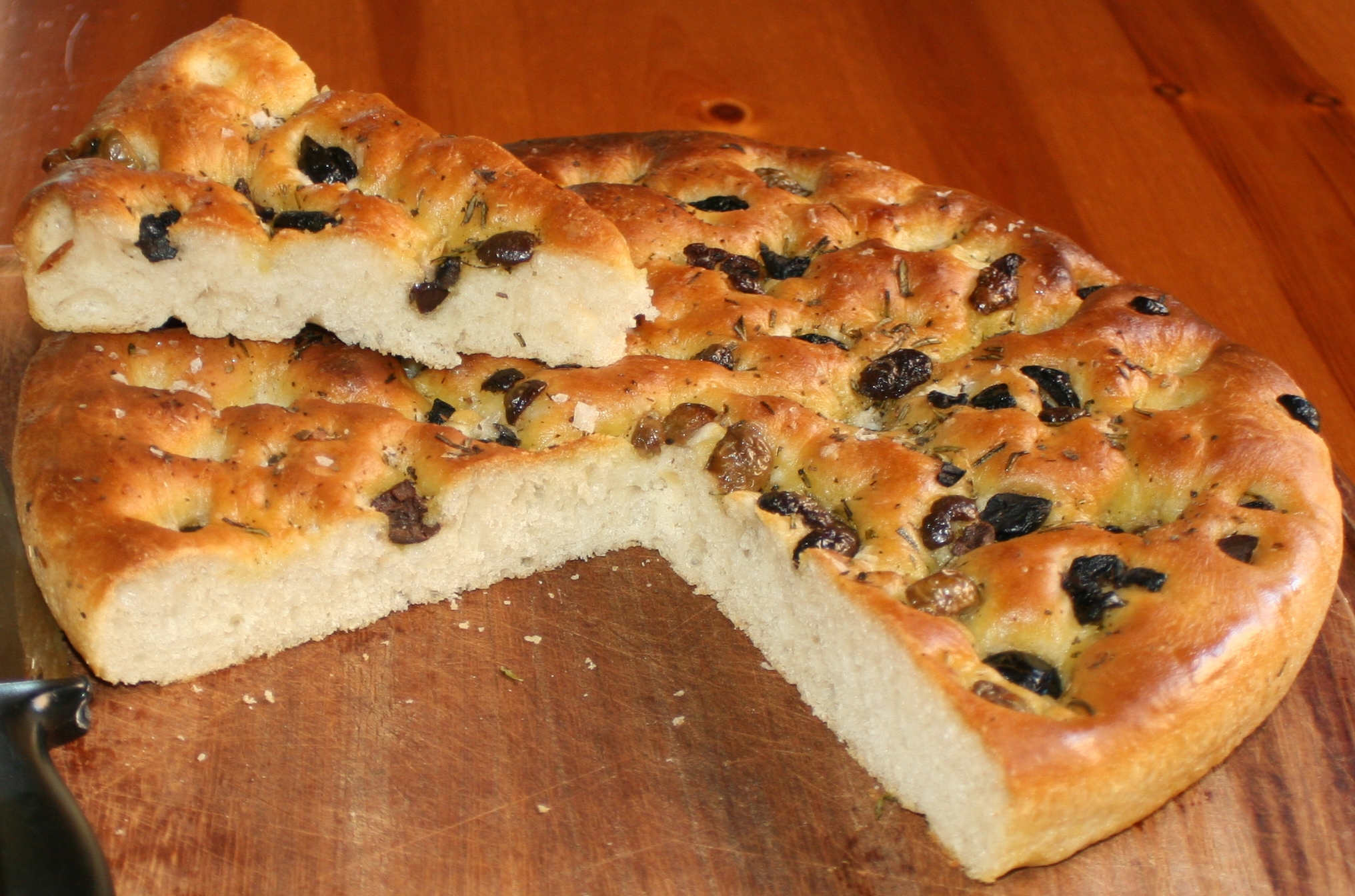
Focaccia mit Oliven und Kräutern

Focaccia (Aussprache [foˈkatːʃa]), auch Schiacciata [skiaˈtːʃa:ta] genannt, ist ein ligurisches Fladenbrot aus Hefeteig, das vor dem Backen mit Olivenöl, Salz und eventuell Kräutern und weiteren Zutaten belegt wird. Die Ursprünge der Focaccia gehen ins Altertum zurück.
Die Römer nannten sie panis focācius „in der Herdasche gebackenes Brot“ (von lat. focus „Herd“), im Gegensatz zum panis furnācius, dem im Ofen gebackenen Brot. Mitunter wird sie als ein Vorläufer der Pizza angesehen. Focaccia gilt als ligurische Spezialität insbesondere der Metropolitanstadt Genua. Es gibt Varianten in der gesamten italienischen Küche.

## Zubereitung

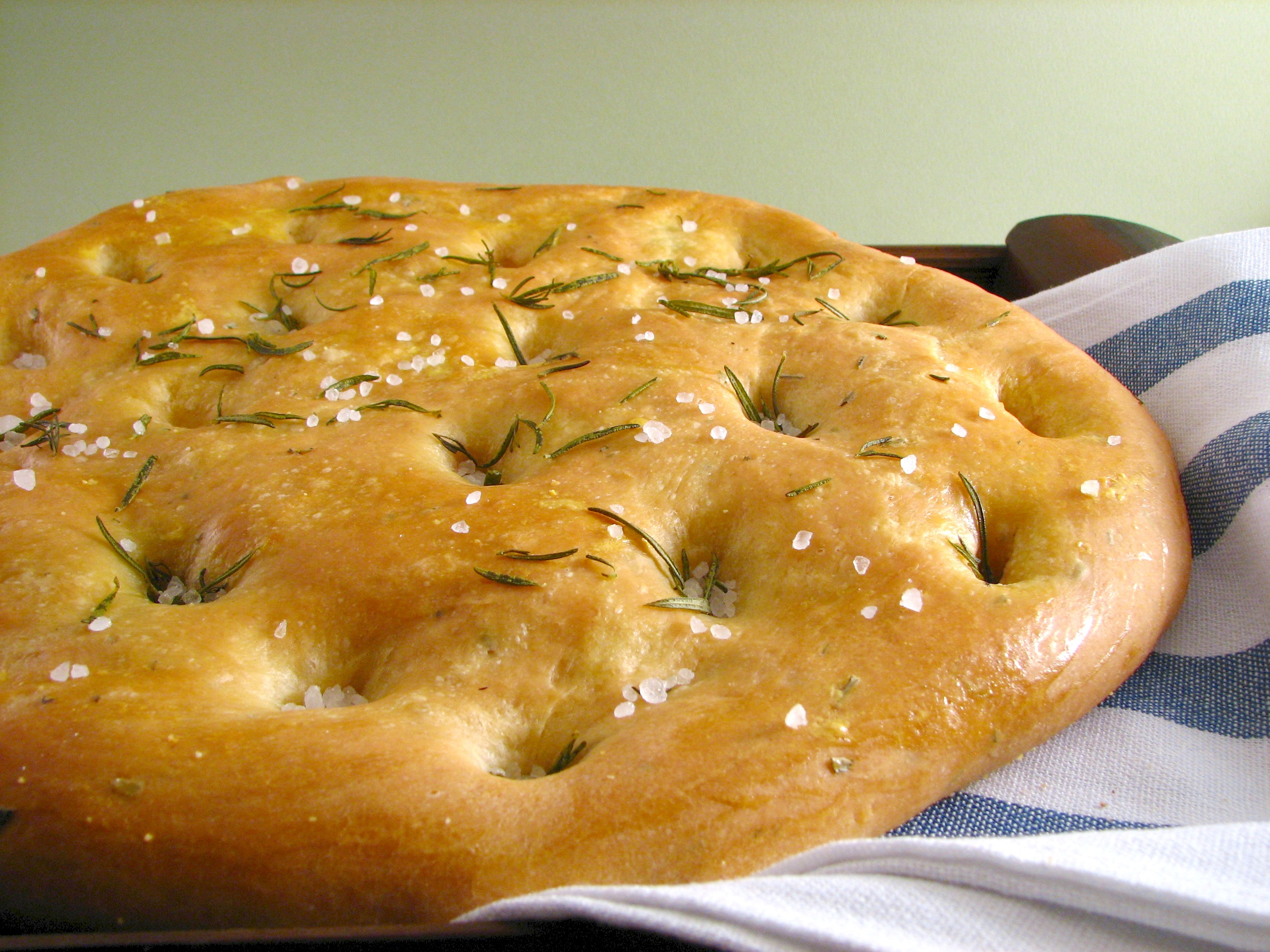
Focaccia mit Rosmarin

In der Regel wird Focaccia, anders als Weißbrot, nicht als Beilage zu anderen Speisen serviert. Sie war ursprünglich Teil des Frühstücks und hat sich im Laufe der Zeit zu einer eigenständigen Zwischenmahlzeit entwickelt. Verbreitete Arten von Focaccia sind unter anderem
- Focaccia alle olive (mit Oliven)
- Focaccia alle cipolle (mit Zwiebeln)
- Focaccia a libro (in Schneckenform).
- Bekannt ist die Focaccia al formaggio, die aus einem etwas anderen Teig als die traditionelle Focaccia gemacht wird und ganz mit geschmolzenem Käse bedeckt ist. Als Entstehungsort dieser Variante gilt die Stadt Recco in der Nähe von Genua.

Zur Zubereitung der traditionellen genuesischen Focaccia wird ein Teig aus Mehl, Wasser, Salz, Hefe und eventuell etwas Olivenöl hergestellt. Er wird nach längerem Gehenlassen zu flachen Fladen geformt, in die man mit den Fingern mehrere Vertiefungen eindrückt. Anschließend werden (wenig) Salz und Olivenöl und, nach Geschmack, Kräuter darübergegeben und die Fladen goldgelb gebacken.

## Regionale Varianten

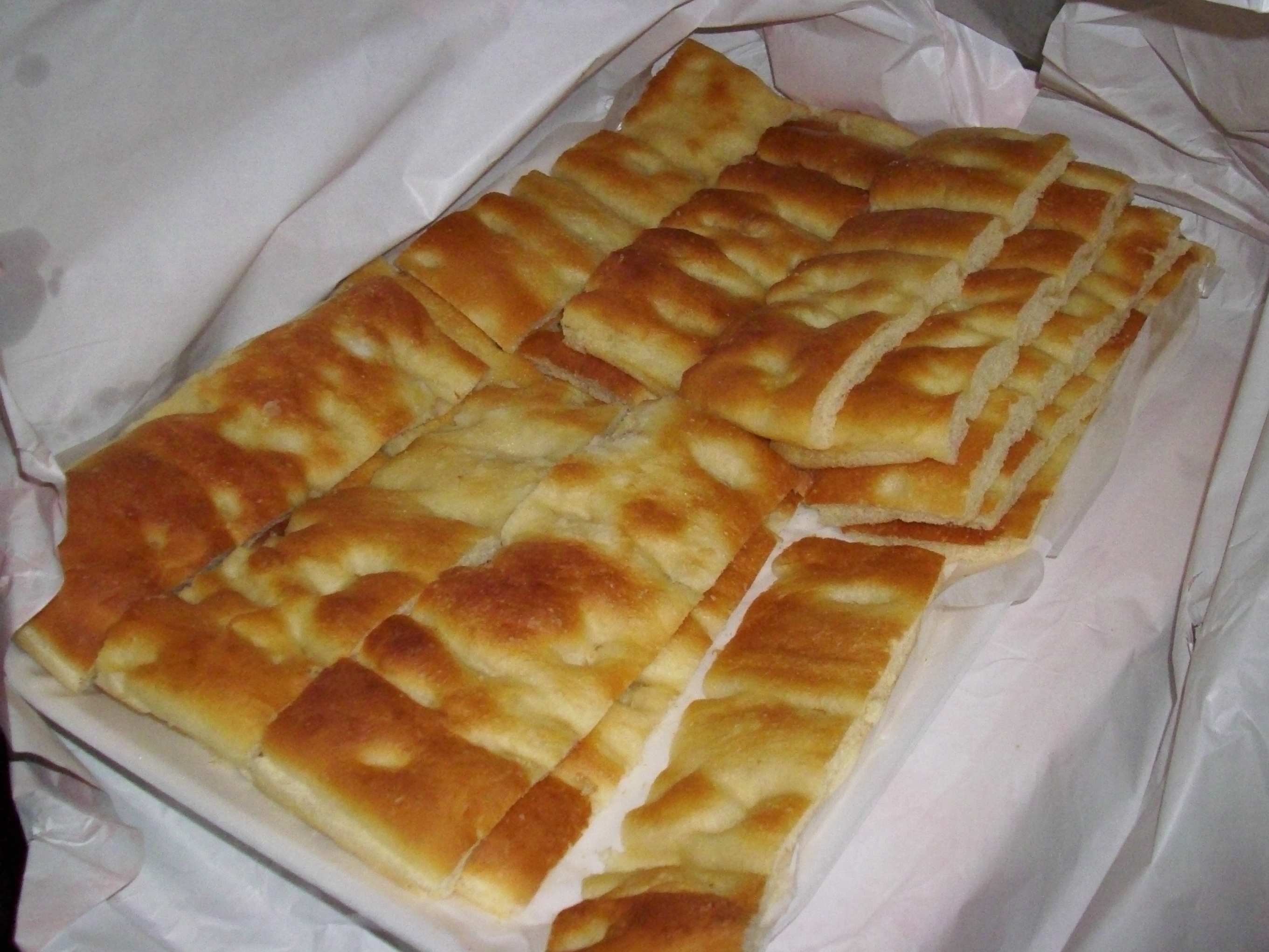
Traditionelle ligurische Focaccia in Streifen

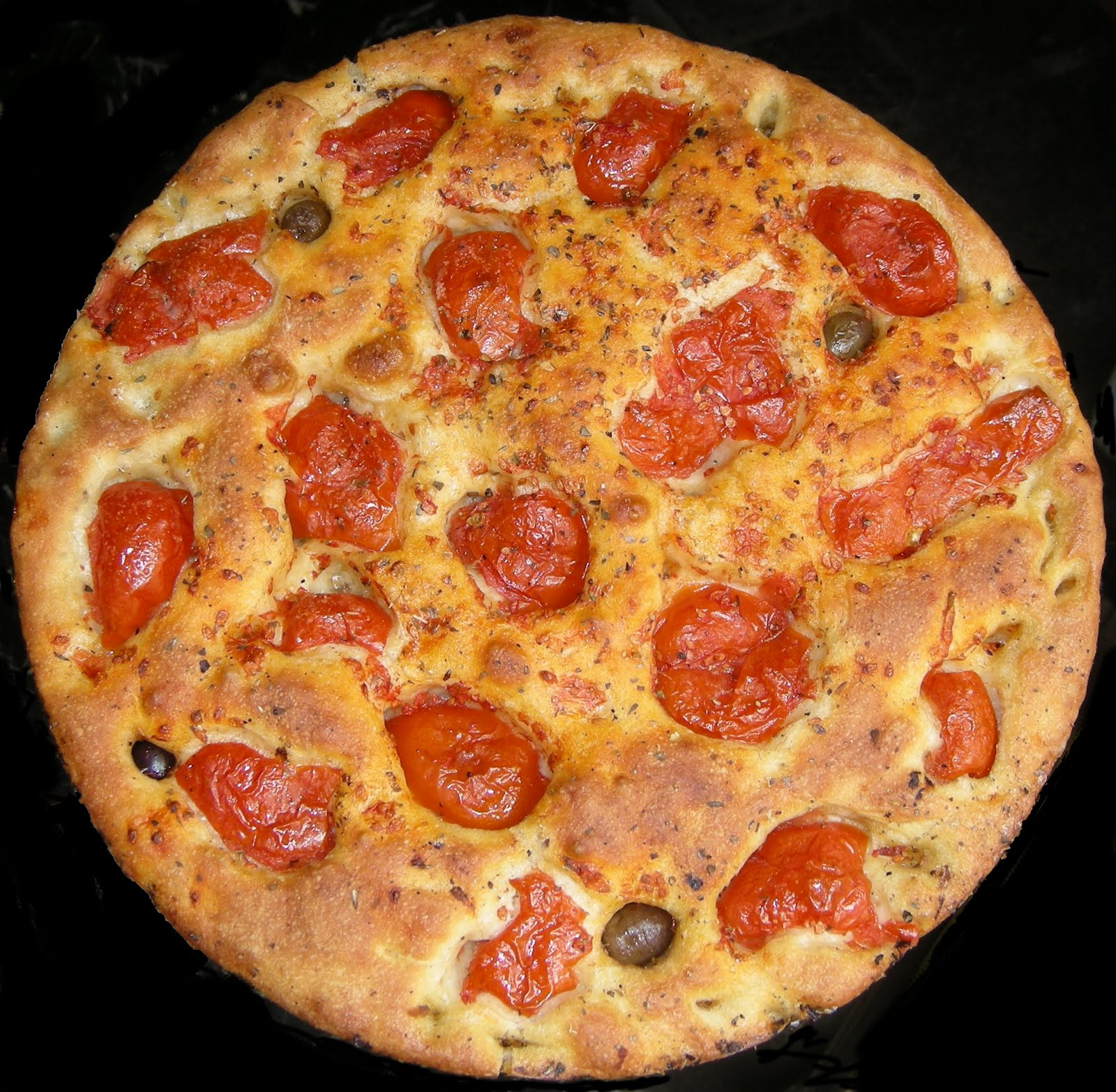
Focaccia aus Apulien

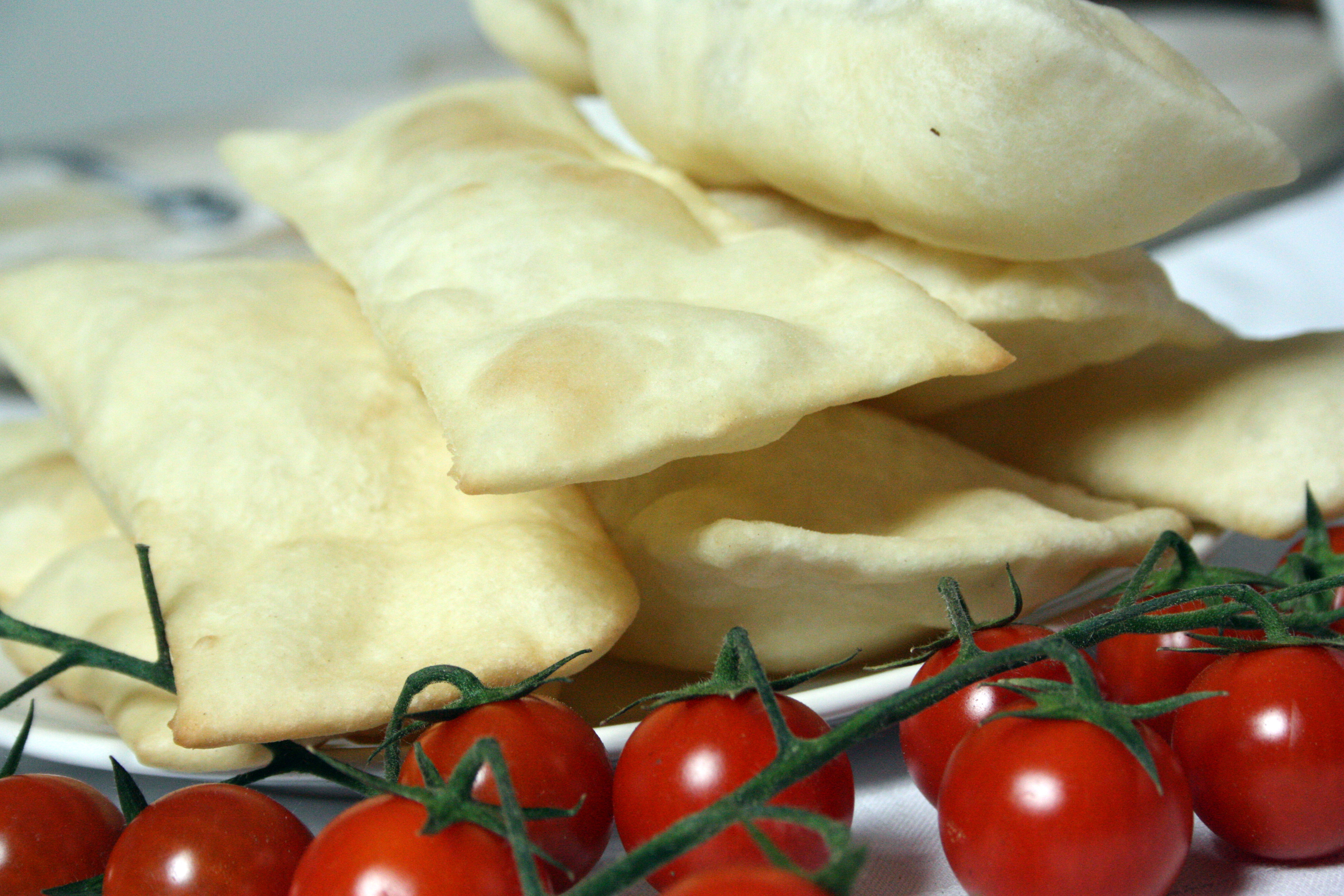
Gnocco fritto

Imitationen oder bedeutsam abgewandelte Formen von Focaccia, die unter anderen Namen verkauft werden, sind in verschiedenen italienischen Regionen zu finden.
- In Viareggio wird dem Hefeteig Malz zugesetzt.
- In der Maremma kommen Sardellen und rote Zwiebeln hinein.
- In Neapel wird der Focaccia-Teig zu einem Ring geformt, das Backwerk heißt tortano.
- Fugassa aus Venedig ist ein gesüßtes Fladenbrot.
- In der Emilia-Romagna wird Focaccia mit Tomaten belegt und torta salata oder spianata genannt.
- In Apulien werden Tomaten, Knoblauch und Öl in den Teig eingearbeitet; das Brot heißt dort pudicca.
- In der Toskana heißen kleine Fladenbrote focaccine.
- In der Lombardei wird der Hefeteig leicht gesüßt, das Brot nennt sich dort filascetta.[2]
- In Südtirol und in der kleinen, an Südtirol angrenzenden Salzburger Gemeinde Krimml ist die Osterfochaz, in Krimml Fochiz genannt, traditionell das Geschenk der Paten an die Patenkinder zu Ostern. Das Brot wird dafür so gebacken, dass es in der Mitte eine leichte Mulde aufweist, in die gefärbte Eier gelegt werden können.[3]
- Eine ähnliche Speise ist die Crescentina (Crescentina fritta), auch Gnocco fritto genannt, die mit Schmalz hergestellt wird und typisch für die Provinzen Modena und Reggio Emilia ist.
- Die französische Entsprechung ist die Fougasse.